# جورج بنسون
' (بالإنجليزية: George Benson)‏جورج بنسون' هو عازف جيتار ومغني وملحن. ولد في 22 مارس 1943 في بيتسبرغ (بنسيلفانيا) في الولايات المتحدة الأمريكية.

## الألبومات
- 1975: في الحفل - قاعة كارنيجي[7]
- 1978: عطلة نهاية الأسبوع في لوس انجلوس
- 2000: جولة منتصف الليل
- 2005: أجمل أغاني جورج بنسون
- 2007: مباشر من مونترو

## روابط خارجية
- جورج بنسون على موقع IMDb (الإنجليزية)
- جورج بنسون على موقع ميوزك برينز (الإنجليزية)
- جورج بنسون على موقع إن إن دي بي (الإنجليزية)
- جورج بنسون على موقع أول ميوزيك (الإنجليزية)
- جورج بنسون على موقع ديسكوغز (الإنجليزية)
- جورج بنسون على موقع قاعدة بيانات الفيلم (الإنجليزية)